# ثادق
ثادق شهری است در نجد، عربستان سعودی که در حدود ۱۵۰ کیلومتری شمال ریاض واقع شده‌است. ثادق شهری تاریخی است که حدود چهار سده پیش بنیاد شده‌است.
شهر ثادق مرکز شهرستان ثادق است، شهرستانی که در شمال غربی استان ریاض قرار گرفته و مساحت آن ۵ هزار کیلومتر مربع و جمعیت آن ۱۷ هزار نفر است.
وادی عبیثران و سد ثادق از دیدنی‌های این شهرستان هستند. سفره‌های آب وادی عبیثران منبع آبی سد ثادق را تشکیل می‌دهند.